# Alejandro Sáez de San Pedro
Alejandro Sáez de San Pedro   (Burgos, 1894 - Paterna, 1939) va ser un militar espanyol que va combatre en la Guerra civil.

## Biografia
Militar professional, pertanyia a l'arma d'infanteria. El juliol del 1936 ostentava el rang de capità i estava destinat en el Regiment d'infanteria «Guadalajara» n, 10, a València. Després de l'esclat de la Guerra civil es va mantenir fidel a la República, integrant-se a l'Exèrcit Popular de la República.
En l'estiu de 1937 va rebre el comandament de la 225a Brigada Mixta, encarregada de la defensa de costes. Posteriorment passaria a manar la 64a Divisió, i va prendre part en la campanya de Llevant. A la fi de 1938, ostentant el rang de tinent coronel, va ser nomenat comandant del VIII Cos d'Exèrcit, en el front de Còrdova. Va mantenir el comandament de la unitat fins al final de la guerra, quan va ser substituït pel tinent coronel Antonio Bertomeu Bisquert.
Segons l'historiador Francisco Moreno Gómez, Sáenz de San Pedro va estar afiliat al partit Izquierda Republicana.
Amb la derrota del bàndol republicà, fou afusellat pels franquistes a Paterna el 17 d'agost de 1939.